# Самоіндукція
Самоіндукція — явище виникнення струму електрорушійної сили в провіднику при зміні електричного струму в ньому. Знак електрорушійної сили завжди такий, що вона протидіє зміні сили струму. Самоіндукція призводить до скінченного часу наростання сили струму при вмиканні джерела живлення і спадання струму при розмиканні електричного кола.
Величина електрорушійної сили самоіндукції визначається за формулою
{\displaystyle {\mathcal {E}}=-L{\frac {dI}{dt}}},
де {\displaystyle {\mathcal {E}}} — е.р.с., {\displaystyle I} — сила струму, L — індуктивність.

## Розрахунок індуктивності контуру
Явище самоіндукції виникає в провідниках зі змінним струмом, навколо яких створюється змінне магнітне поле. Власне магнітне поле контуру створює магнітний потік самоіндукції {\displaystyle \Phi _{ms}\ } через поверхню {\displaystyle S\ }, що обмежена цим контуром:
{\displaystyle \Phi _{ms}\ =\int _{S}^{}B_{n}\,dS}
де {\displaystyle B_{n}\ }- проєкція вектора індукції магнітного поля струму на нормаль до елемента поверхні {\displaystyle dS\ }. За законом Біо-Савара-Лапласа магнітна індукція {\displaystyle d\mathbf {B} } в точці, що знаходиться на віддалі {\displaystyle r\ } від елемента {\displaystyle d\mathbf {l} } контуру зі струмом {\displaystyle I\ }, дорівнює:
{\displaystyle d\mathbf {B} ={\frac {\mu _{0}\mu }{4\pi }}{\frac {I}{r^{3}}}[d\mathbf {l} ,\mathbf {r} ]}
звідки знаходимо
{\displaystyle \mathbf {B} =\oint _{l}\,d\mathbf {B} ={\frac {\mu _{0}}{4\pi }}I\oint _{l}{\frac {\mu }{r^{3}}}\,[d\mathbf {l} ,\mathbf {r} ]}
де інтегрування розповсюджується на всю довжину {\displaystyle l\ } контуру зі струмом. Проєкція вектора {\displaystyle d\mathbf {B} } на деякий напрям {\displaystyle \mathbf {n} } запишеться у вигляді:
{\displaystyle B_{n}\ ={\frac {\mu _{0}}{4\pi }}I\oint _{l}{\frac {\mu }{r^{3}}}\,[d\mathbf {l} ,\mathbf {r} ]_{n}}
Підставляючи {\displaystyle B_{n}\ } у вираз для магнітного потоку самоіндукції, отримуємо:
{\displaystyle \Phi _{ms}\ =\int _{S}^{}B_{n}{{\frac {\mu _{0}}{4\pi }}I\oint _{l}{\frac {\mu }{r^{3}}}\,[d\mathbf {l} ,\mathbf {r} ]_{n}}\,dS}
де {\displaystyle \mathbf {r} }- радіус- вектор, проведений із початку вектора {\displaystyle d\mathbf {l} } в центр елемента поверхні {\displaystyle dS\ }.
Сила струму {\displaystyle I\ } в контурі не залежить від {\displaystyle S\ }, а {\displaystyle {\frac {\mu _{0}}{4\pi }}} — універсальна стала, тому:
{\displaystyle \Phi _{ms}\ =I{\frac {\mu _{0}}{4\pi }}\int _{S}^{}\,dS\oint _{l}{\frac {\mu }{r^{3}}}\,[d\mathbf {l} ,\mathbf {r} ]_{n}}
або
{\displaystyle \Phi _{ms}\ =LI\ }
де
{\displaystyle L=\oint _{l}{\frac {\mu }{r^{3}}}\,[d\mathbf {l} ,\mathbf {r} ]_{n}}
індуктивність, або статична індуктивність контуру зі струмом. Вперше введена в обіг Олівером Хевісайдом. За одиницю індуктивності в системі SI взята генрі. Вона дорівнює індуктивності такого контуру, магнітний потік самоіндукції якого при струмі в 1 ампер, дорівнює 1  веберу.